# Третьяковська (станція метро)

Схема колійного розвитку станції Третьяковська

55°44′27″ пн. ш. 37°37′39″ сх. д. / 55.74083° пн. ш. 37.62750° сх. д.
«Третьяковська» (рос. Третьяковская) — станція Калузько-Ризької та Калінінської ліній Московського метрополітену кросплатформового типу. Розташована між станціями «Китай-город» і «Жовтнева» і одночасно є кінцевою станцією Калінінської лінії (наступна за станцією «Марксистська»). Станція має два коди і є чотирипікетовим транспортним вузлом.

## Історія
Південний зал станції було відкрито 3 січня 1971 у складі Калузького радіусу. До червня 1983 станція мала назву «Новокузнецька»; нинішню назву — по розташованій неподалік Третьяковській галереї.
11 січня 1986 було відкрито північний зал станції. Цього дня на одну з колій нового залу було переключено рух поїздів Калузько-Ризької лінії у напрямку станції «Жовтневої». Наступні два тижні виконувалися роботи з переключення старої колії у південному залі для Калінінської лінії. 25 січня 1986 було відкрито рух поїздів по Калінінській лінії. Серед колійного розвитку зберігся один з двох сполучних з'їздів з Калінінської на Калузько-Ризьку лінію.

## Особливості
У складі «Третьяковської» — два зали через так звану «кросплатформову» пересадку: для того щоб здійснити пересадку на іншу лінію, достатньо перейти на протилежну сторону платформи. Потрапити до паралельного залу можна по сходовому переходу, входи в який розташовані у центрі залів. При проходженні по Калузько-Ризької лінії на південь для пересадки необхідно перейти в інший зал. У південний зал прибувають потяги Калузько-Ризької лінії, що прямують у бік станції «Китай-город», і поїзди Калінінської лінії, що прямують у бік станції «Марксистська»; в північний зал прибувають потяги Калузько-Ризької лінії, що прямують до станції «Жовтнева»; на потяги Калінінської лінії з північного залу посадки немає, оскільки там кінцева станція. Така система пересадки вважається зручною для пасажира, але, з незвички, може трохи збити з пантелику.

## Колійний розвиток
Станція з колійним розвитком — 5 стрілочних переводів, ССГ для переходу рухомого складу між лініями, 1 станційна колія для обороту та відстою рухомого складу та 2 колії для відстою рухомого складу.
Стрілочний перевід № 6 розташований на II головній колії Калузько-Ризької лінії. Управління стрілочними переводами та світлофорами напівавтоматичної дії здійснюється з поста централізації станції «Третьяковська» Калінінської лінії.

## Вестибюлі й пересадки
Станція не має наземних вестибюлів; вхід (з Малої Ординки і Климентівського провулка) здійснюється через підземний перехід (в який з вулиці є тільки один вхід). Підземний вестибюль у обох залів спільний; в нього ведуть ескалаторні нахили.
Крім пересадки між Калузько-Ризької та Калінінської лініями, з «Третьяковської» можна здійснити пересадку на станцію «Новокузнецька» Замоскворіцької лінії. Всього існує 3 діючих переходи (2 обладнаних ескалаторами торцевих і 1 сходовий у центрі південного залу), а також є заділ під сходовий перехід у центрі північного залу. У торці південного залу починається перехід в торець «Новокузнецької» (ескалатор працює тільки в сторону від Новокузнецької); з торця північного залу по переходу можна потрапити в центральну частину «Новокузнецької» (ескалатор працює в обидві сторони). Також у центрі південного залу є сходові марші довшого переходу на південну частину платформи «Новокузнецької». На виході з цього переходу на «Новокузнецькій» були турнікети, що не пропускали пасажирів назад (демонтовані в 2011 р.). У північному залі є невикористовувані закриті сходові марші планованого раніше переходу у північну частину платформи «Новокузнецької».

## Технічна характеристика
Конструкція станції — пілонна трисклепінна станція глибокого закладення (глибина — 46 м)

## Оздоблення
Пілони і колійні стіни південного залу оздоблені сірим мармуром, підлога викладена сірим гранітом. Колійні стіни північного залу оздоблені рожевим мармуром; їх прикрашають бронзові портрети російських художників (роботи А. Н. Бурганова). Світильники знаходяться у верхній частині пілонів.
Неподалік від входу до станції «Третьяковська» розташований Музей Ігоря Талькова, російського поета і виконавця.